# U 123
U 123 var en ubåt av typen IX B i tyska Kriegsmarine. Ubåten var den fjärde mest framgångsrika ubåten i Kriegsmarine och sänkte därvid 42 fartyg med ett sammanlagt tonnage av 218 813 BRT under tolv patruller, däribland fyra svenska. Totalt omkom 1115 personer. Bland sänkningarna märks den amerikanska ubåtsfällan USS Atik, den brittiska ubåten P 165 samt det svenska lejdfartyget M/S Venezuela. Då under befäl av Fartygschef Karl-Heinz Moehle.  Övriga svenska fartyg var S/S Anten, M/S Korsholm och S/S Nanking som var utleasade till Storbritannien.

## Tysk tjänst
U 123 byggdes på AG Wesers varv i Bremen där hon kölsträcktes den 15 april 1939 och sjösattes den 2 mars 1940. Hon togs i tjänst i 2. Unterseebootsflottille den 30 maj 1940, under befäl av Karl-Heinz Moehle, för träning av besättning och utprovning.

### Första patrullen
Den 21 september 1940 löpte hon ut från Kiel för sin första patrull. Under 33 dagar till sjöss så sänkte hon sex stycken handelsfartyg på sammanlagt 25 878 BRT i området Western Approaches innan hon anlände till sin nya hemmahamn i Lorient den 23 oktober 1940.

### Andra patrullen
U 123 löpte ut från Lorient den 14 november 1940 och återvände till Western Approaches där hon den 22 och 23 november sänkte hon fem stycken handelsfartyg på sammanlagt 25 676 BRT, däribland den svenska ångaren S/S Anten. Efter den sista torpederingen kolliderade U 123 i undervattensläge med vrakdelar och skadade båda sina periskop och tornet. Hon tvingades avbryta patrullen och återvända till Lorient för betydande reparationer, dit hon anlände 28 november 1940.

### Tredje patrullen
Efter en och halv månads reparationer så löpte U 123 ut för en tredje patrull den 14 januari 1941, återigen återvände hon till Western Approaches, sänkte hon fyra stycken handelsfartyg på sammanlagt 21 075 BRT. Hon återvände till Lorient den 28 februari 1941.

### Fjärde patrullen
Den 10 april 1941 löpte U 123 ut från Lorient för en fjärde patrull, den här gången längre västerut i Atlanten. Den 17 april torpederade hon det svenska lejdfartyget M/S Venezuela (6 991 BRT) på väg från Göteborg till Rio de Janeiro med last av papper och pappersmassa. Fartyget hade passerat den tyska kontrollstationen i Kristiansand och var på väg till den engelska kontrollstationen på Färöarna då hon utsattes för bombanfall av tyskt flyg. Efter reparation på Färöarna fortsatte resan nord om de brittiska öarna och sedan sydvart i Nordatlanten. Då U 123 siktade M/S Venezuela beslöt man att attackera eftersom det snabba och moderna fartyget inte följde någon rutt för neutrala fartyg. Efter att den första torpeden hade träffat och besättningen hade övergivit fartyget, försökte man skynda på sänkningen med ytterligare fyra torpeder varav två var blindgångare. Inga överlevande hittades av de 49 personerna ombord. Resten av patrullen blev resultatlös och U 123 återvände till Lorient den 11 maj 1941.

### Femte patrullen

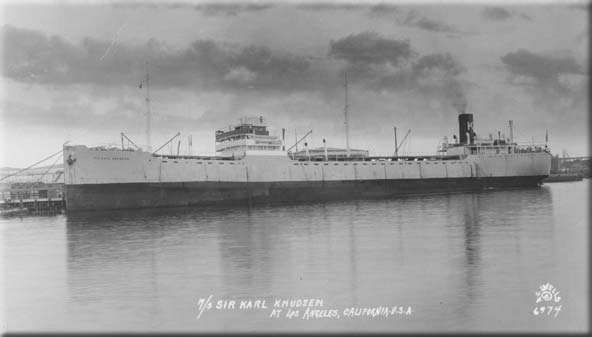
Charlotte Schliemann ett tankfartyg ur Etappendiest som försörjde ubåtar och hjälpkryssare med bränsle

Den 19 maj 1941 tog Kapitänleutnant Reinhard Hardegen befäl över U 123 och den 15 juni löpte hon ut för sin femte patrull. Patrullen tog henne längre söderut i Atlanten, utanför västkusten av Nordafrika. Den 25 juni fyllde hon upp bränsletankarna från det tyska tankfartyget Charlotte Schliemann i Las Palmas på Kanarieöarna. Under attacker på konvojen SL-78 sänkte hon tre fartyg men utsattes i gengäld för ett elva timmar långt sjunkbombs anfall, bara genom att dyka ner till 200 meters djup, som var mer än de brittiska sjunkbombernas maxdjup, kunde hon undkomma. Totalt sänkte hon fem stycken handelsfartyg på sammanlagt 21 507 BRT. Hon återvände till Lorient den 23 augusti 1941.

### Sjätte patrullen
Den 14 oktober 1941 löpte U 123 ut från Lorient för en sjätte patrull, denna gång längre västerut i Atlanten. Under denna patrull kom hon att ingå i tre olika vargflockar: Schlagetot (20 oktober 1941 - 23 oktober 1941), Raubritter (1 november 1941 - 11 november 1941), Störtebecker (16 november 1941 - 18 november 1941), men utan större framgångar. Den 21 oktober torpederade hon hjälpkryssaren HMS Aurania med två torpeder, men då hennes lastrum var fyllda med tomfat så kunde hon hålla sig flytande. På grund av ett missförstånd firades en livbåt ner från hjälpkryssaren som kapsejsade och en sjöman plockades upp av U 123 som krigsfånge. Den 22 november 1941 återvände hon till Lorient utan att ha sänkt något fartyg.

### Sjunde patrullen
,Den 23 december 1941 löpte U 123 ut från Lorient för en sjunde patrull, denna gång ännu längre västerut, som en del av Unternehmen Paukenschlag patrullerade hon längs USA:s östkust. Den 19 januari höll hon på att rammas av det norska Valkokeriet S/S Kosmos II ( Skipper Einar Gleditsch, Sandefjord Norge) utanför Oregon Inlet där hon hade överraskats i ytläge på grunt vatten. Hon klarade til slut efter jaktandende av det norska valkokeriet at dycka efter 2 timmar. Totalt sänkte hon åtta handelsfartyg på sammanlagt 49 421 BRT och skadade ett på 8 206 BRT. Hon återvände till Lorient den 9 februari 1942.

### Åttonde patrullen
U 123 löpte ut från Lorient den 2 mars 1942 för att återvända till USA:s östkust. Den 27 mars torpederade U 123 det amerikanska Q-fartyget USS Atik, när hon gick närmare för att ge Atik nådastöten fällde Atik maskeringen och gick till motanfall med kanoner och tunga kulsprutor. Kanonelden missade ubåten och kulspruteelden sårade endast en man på bryggan, U 123 dök och torpederade Atik igen. Efter en och en halv timme sjönk Atik slutligen, inga överlevande hittades av de 141 i besättningen, även den sårade besättningsmannen på U 123 avled. Efter att ha torpederat tankfartyget S/S Gulfamerica utanför Jacksonville, Florida den 11 april utsattes hon för ett sjunkbombsanfall av jagaren USS Dahlgren på grunt vatten som skadade henne, men efter att jagaren avbröt anfallet kunde hennes skador repareras och patrullen fortsätta. Den 13 april sänktes det svenska fartyget M/S Korsholm utanför Cape Canaveral. Totalt sänkte hon åtta fartyg på sammanlagt 39 917  BRT och skadade tre på 24 310 BRT. Hon återvände till Lorient den 2 maj 1942.

### Nionde patrullen
Den 1 augusti 1942 tog Oberleutnant zur See Horst von Schroeter befäl över U 123 och den 5 december 1942 löpte hon ut från Kiel för sin nionde patrull. Under denna patrull kom hon att ingå i två olika vargflockar: Spitz (22 december 1942 - 31 december 1942), Jaguar (13 januari 1943 - 24 januari 1943), utan att nå någon större framgång. Hon lyckades bara deltaga i en konvojattack mot ONS-154 där hon den 29 december sänkte S/S Baron Cochrane på 3 385 BRT och skada CAM-fartyget S/S Empire Shackleton på 7 068 BRT. Hon återvände till Lorient den 6 februari 1943.

### Tionde patrullen
U 123 löpte ut från Lorient den 13 mars 1943 från Lorient för en tionde patrull, denna gång utanför västkusten av Nordafrika. Den 8 april torpederad och sänkte hon det neutrala Spanska M/S Castillo Montealegre, något som blev en belastning i relationerna med Franco-regimen. Den 29 april sänkte man det svenska fartyget M/S Nanking. Totalt sänkte hon sex stycken handelsfartyg på sammanlagt 28 855 BRT. Hon återvände till Lorient den 8 juni 1943.

### Elfte patrullen
Den 16 augusti 1943 löpte U 123 ut från Lorient för en elfte patrull. Denna gång utan att sänka ett enda fartyg. Den 7 november 1943 attackerades hon av en Mosquito FB Mk XVIII från No. 618 Squadron RAF i Biscayabukten, planet var utrustad med en 57 millimeters kanon som slet upp ett hål i tryckskrovet som hindrade henne från att dyka. Hon återvände till Lorient samma dag.

### Tolfte patrullen
U 123 löpte ut från Lorient den 9 januari 1944 från Lorient för sin sista och tolfte patrull, även denna gång utanför västkusten av Nordafrika. Under de 107 dagarna till sjöss lyckades hon inte sänka några fartyg och den 24 april 1944 återvände hon till Lorient. Hon togs ur tjänst den 17 juni.
| Nr | Grad                 | Namn                | Period                        |
| -- | -------------------- | ------------------- | ----------------------------- |
| 1. | Kapitänleutnant      | Karl-Heinz Moehle   | 30 maj 1940 - 19 maj 1941     |
| 2. | Kapitänleutnant      | Reinhard Hardegen   | 19 maj 1941 - 31 juli 1942    |
| 3. | Oberleutnant zur See | Horst von Schroeter | 1 augusti 1942 – 17 juni 1944 |

## Övergång till fransk tjänst
Efter den allierade invasionen i Normandie 1944 befann sig U 123 i Lorient som belägrades. Hon kunde på grund av utslitna batterier inte omgruppera till Norge och sänktes därför genom sprängning den 19 augusti, men bärgades av fransmännen och sattes i tjänst som den franska ubåten Blaison fram till 1959.